# Rivière des Parfums
La rivière des Parfums (en vietnamien : sông Hương) est un fleuve côtier du Viêt Nam, long d'une trentaine de kilomètres qui traverse Hué avant de se jeter en mer de Chine méridionale dans la lagune de Tam Giang. Elle fut ainsi nommée car en automne, les fleurs des arbres fruitiers qui tombent dans la rivière embaument ensuite la ville de Hué.

## Cours
La rivière des Parfums possède deux sources situées toutes deux dans la chaîne des montagnes des Truong Son. Le Ta Trach qui descend depuis le nord-ouest des montagnes, traversant 55 chutes avant d'atteindre le confluent à Bang Lang. L'affluent le plus court, le Huu Trach, traverse lui 14 chutes impressionnantes avant d'atteindre le confluent ou se forme la rivière des Parfums proprement dite.
La rivière coule alors vers les temples de Hon Chen et Ngoc Tran et tourne vers le nord-ouest, serpentant sur les plaines de Nguyet Bieu et Luong Quan. Elle part ensuite vers le nord-est en direction de Hué. La rivière aux eaux vertes passe ensuite Hen Islet et plusieurs villages, traversant l'ancienne capitale des Chau Hoa, avant de se déverser dans le lagon de Tam Giang.
De Bang Lang à l'estuaire de Thuan An, son cours s'étend sur 30 kilomètres et s'écoule paresseusement en raison de la faible déclivité de la région.

## Bibliographie

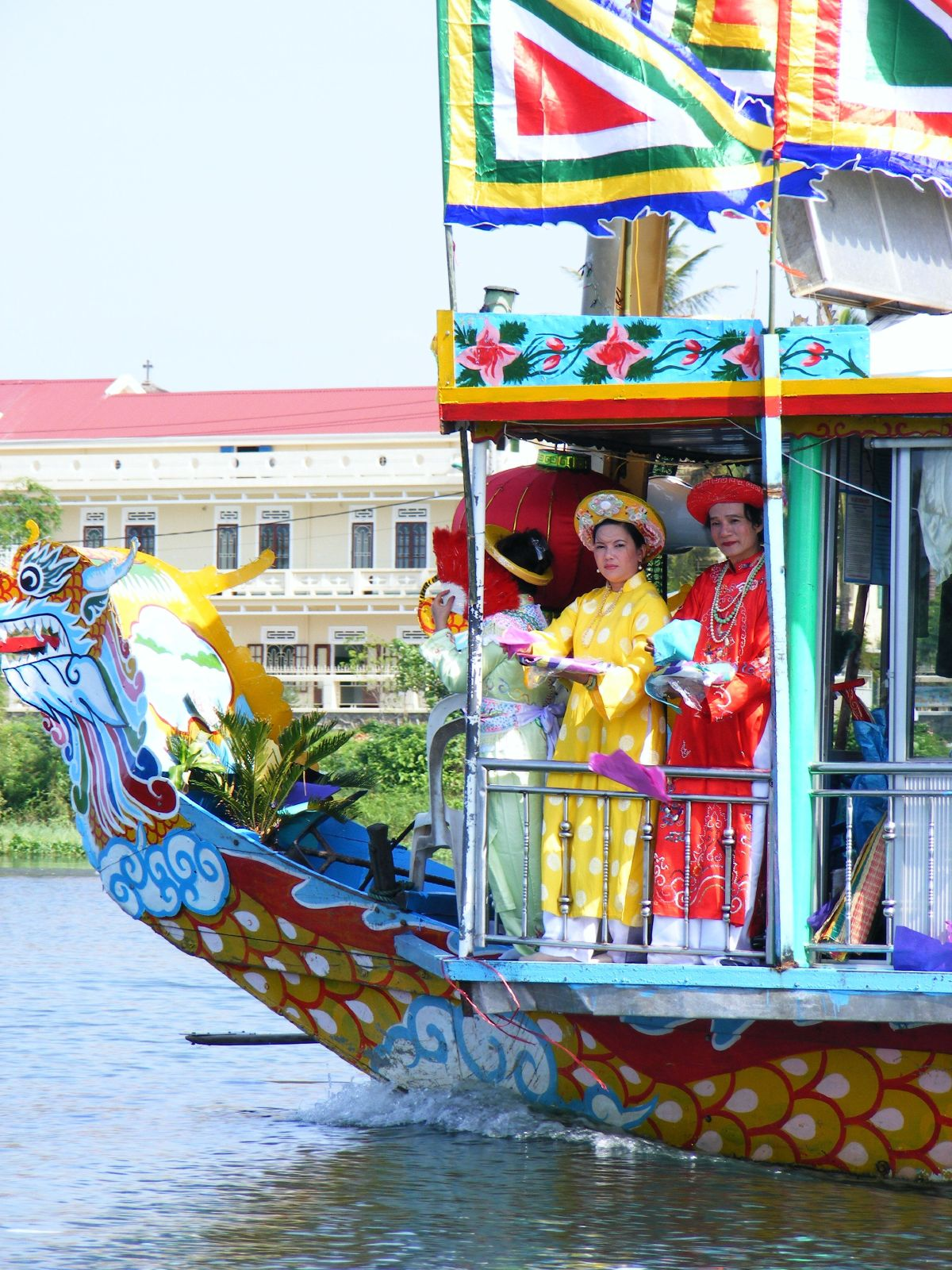
Bateaux décorés pour le Festival de Huế.
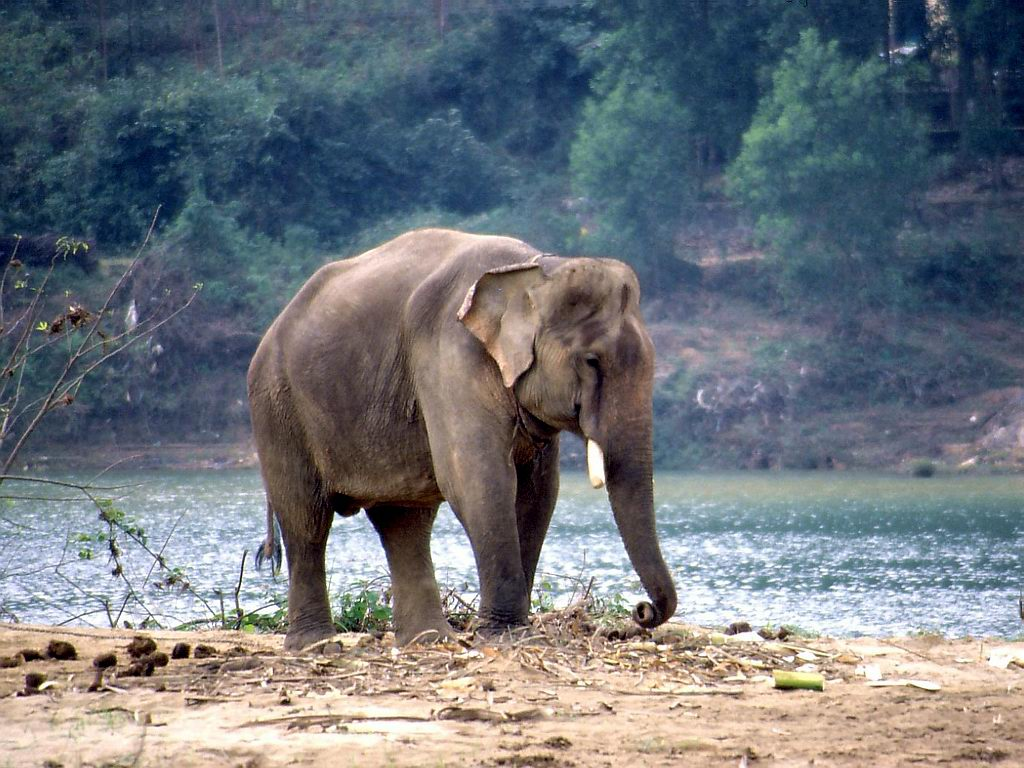
Éléphant de travail sur la berge de la rivière des Parfums.
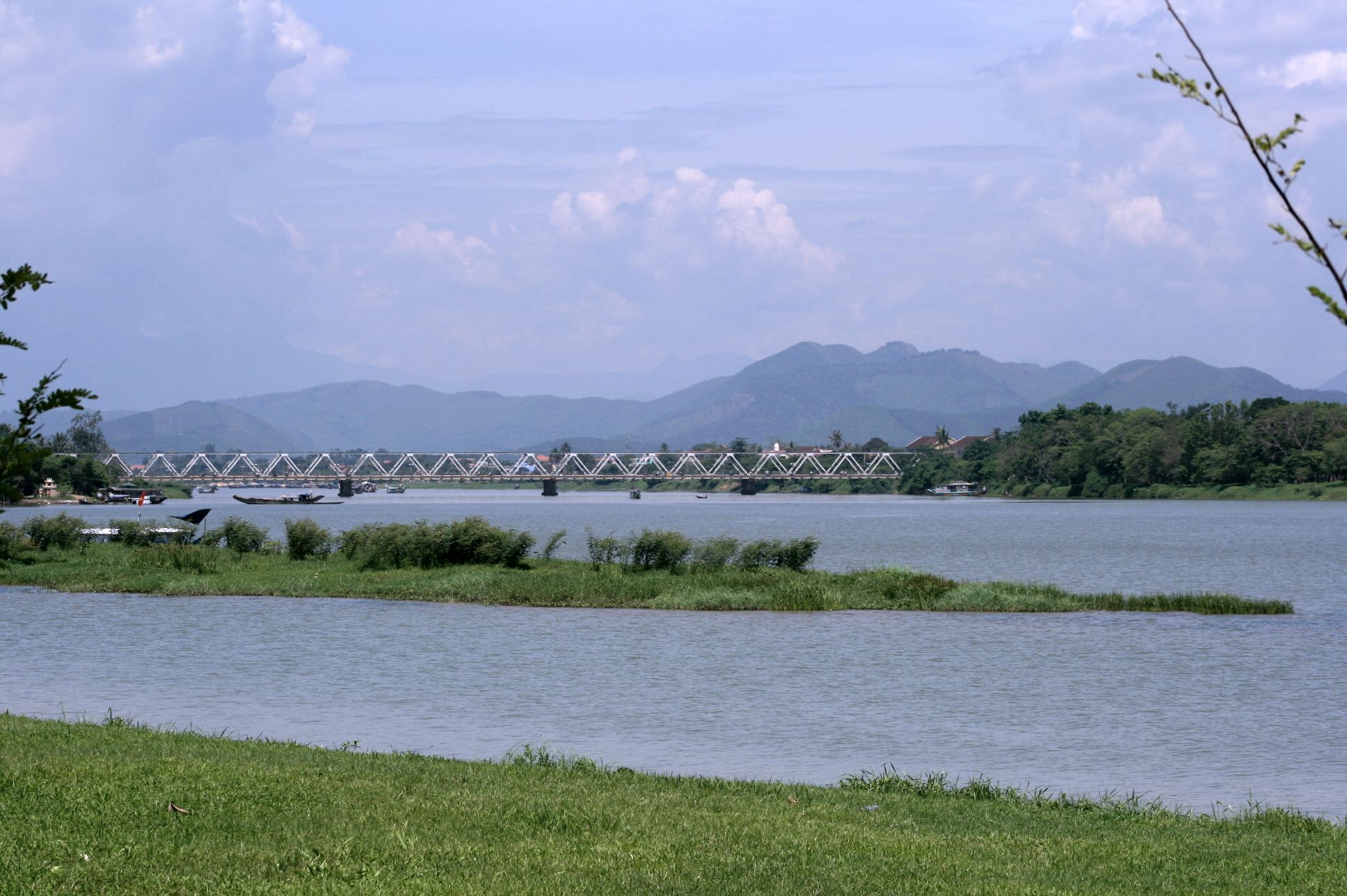
Pont Truong Tien sur la rivière des Parfums à Huế.
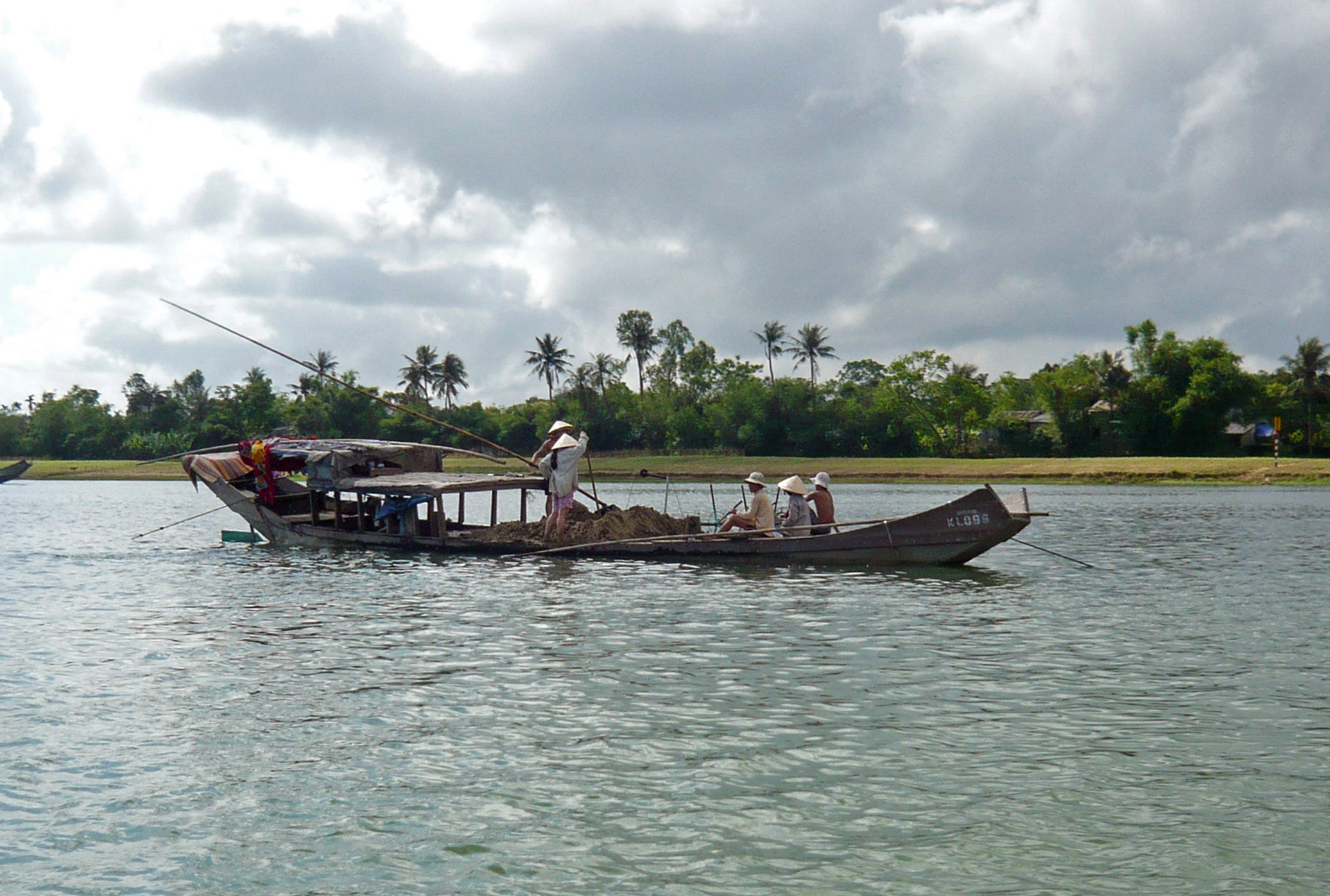
Transport de sable sur la rivière des Parfums.
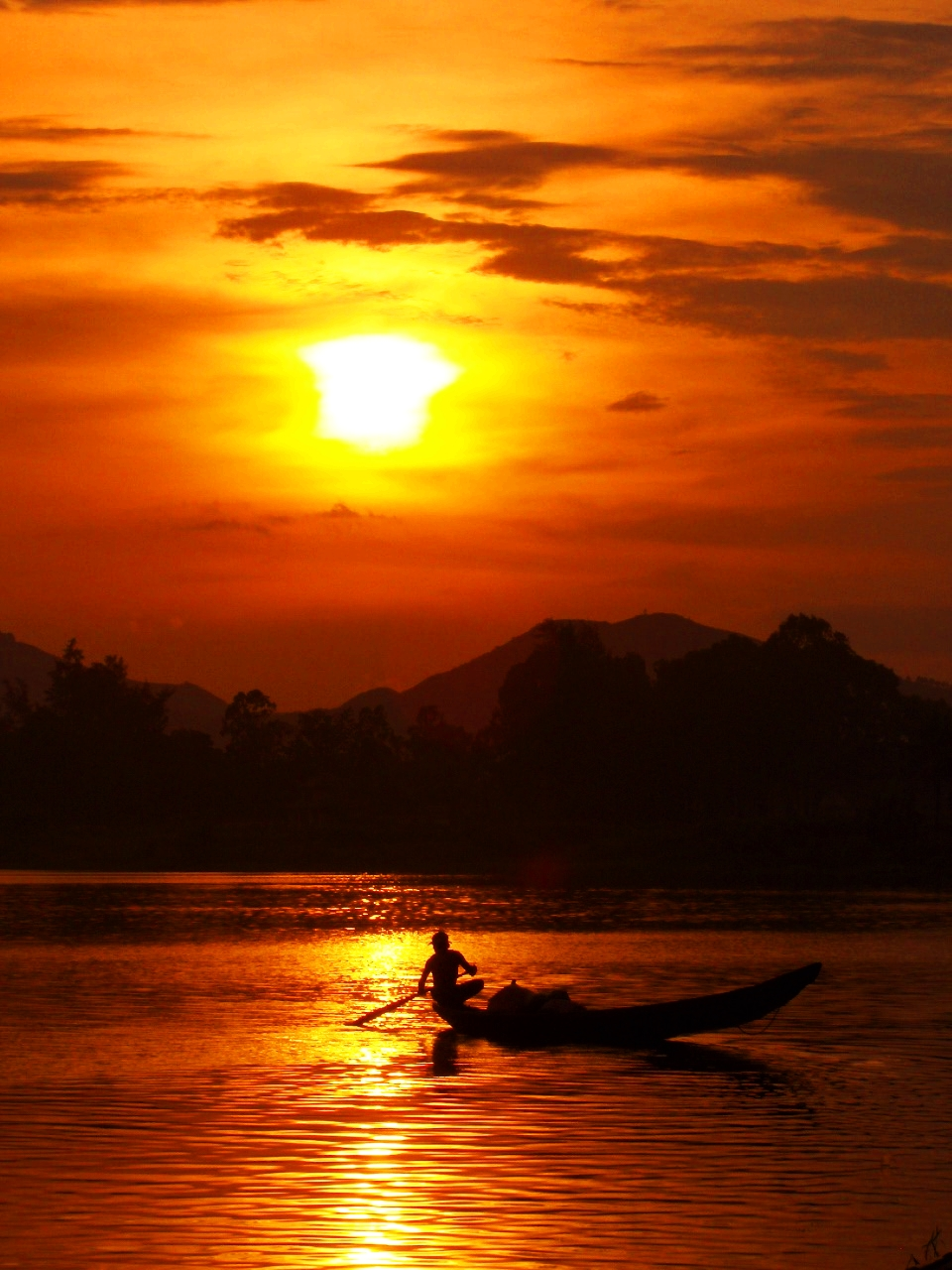
Coucher de soleil sur la rivière des Parfums à Huế.